# Valley Mills (Texas)
Valley Mills je město v okresech Bosque County a McLennan County ve státě Texas ve Spojených státech amerických. V roce 2020 zde žilo 1 229 obyvatel a s celkovou rozlohou 1,9 km² byla hustota zalidnění 630,6 obyvatel na km².